# Video âm nhạc

Michael Jackson trong video âm nhạc trứ danh "Thriller" (1983).

Video âm nhạc (tiếng Anh: Music video hoặc MV) là một dạng phim ngắn hợp nhất bài hát và hình ảnh, được sản xuất với mục đích khuyến mại hoặc nghệ thuật. Cũng như các thể loại phim khác, một số video âm nhạc có thể chứa hình ảnh vi phạm pháp luật như khiêu dâm, bạo lực hoặc ngôn từ tục tĩu, vì vậy chúng bị buộc phải kiểm duyệt tại các hệ thống trình chiếu theo nhiều phương thức khác nhau.
Các video âm nhạc đương đại được thực hiện chính yếu và sử dụng như một công cụ quảng bá doanh số đĩa nhạc. Mặc cho được bắt nguồn từ lâu, video âm nhạc chỉ mới thịnh hành từ thập niên 1980, khi kênh truyền hình MTV được thành lập dựa trên thể loại này. Trước thập niên 1980, các tác phẩm này được mô tả bởi nhiều cụm từ như "bài hát minh họa", "filmed insert", "phim quảng bá", "clip quảng bá", "video quảng bá", "video bài hát", "clip bài hát" hoặc "clip phim".
Các video âm nhạc sử dụng đa dạng các phong cách kỹ thuật thực hiện video đương đại, bao gồm hoạt họa, phim do người thật đóng, phim tài liệu và các phương pháp không tường thuật như phim trừu tượng. Nhiều video âm nhạc diễn giải các hình ảnh và cảnh tượng từ lời nhạc, trong khi các video khác có phương pháp theo chủ đề hơn. Các video âm nhạc khác có thể được làm mà không có bối cảnh, được ghi hình từ màn trình diễn trực tiếp của bài hát.
Sau thời gian bùng nổ các kênh truyền hình âm nhạc như MTV hoặc VH1 vào thập niên 1980, các video âm nhạc cũng trở nên đa dạng và được phổ biến rộng rãi hơn. Một số nghệ sĩ mạnh dạn bỏ ra kinh phí lớn để thực hiện các video âm nhạc quảng bá gây được tiếng vang, nổi bật có Michael Jackson cùng "Thriller" với 800.000 đô-la Mỹ (1983) và "Scream" (1995) với 7 triệu đô-la Mỹ. Số khác lại tìm được nguồn khán giả lớn từ khi mạng toàn cầu xuất hiện vào thập niên 2000, với các hệ thống trình chiếu và thương mại như YouTube, Google Videos, Yahoo! Video, Facebook, MySpace, Vevo và Cửa hàng iTunes, giúp các video âm nhạc được tiếp cận tốt hơn và mở ra một vài thể loại video tân thời khác như "Video lời nhạc" hay "Video không chính thức". Nhờ sự phát triển rộng rãi của video âm nhạc trong ngành công nghiệp, chúng được chú trọng hơn trong khâu quảng bá và được nhiều bảng xếp hạng âm nhạc tính vào cơ sở cấu trúc xếp hạng đĩa nhạc dưới dạng số liệu truyền dữ liệu hàng tuần, đơn cử như Billboard Hot 100 Hoa Kỳ.